# Кольцатий Аркадій Миколайович
Кольцатий Аркадій Миколайович  (14 вересня 1904, Одеса, Херсонська губернія, Російська імперія — 1 серпня 1995, Лос-Анджелес, Каліфорнія, США) — радянський кінооператор та кінорежисер. Заслужений артист Білоруської РСР (1935). Лауреат Державної премії СРСР (1946, 1951, 1952). Заслужений діяч мистецтв РРФСР (1968).

## Біографічні відомості
Народився 14 вересня 1905 р. в Одесі. Закінчив операторське відділення Ленінградського кінофототехнікуму (1927) та відділення кінорежисури Вищих курсів Ленінградського інституту історії мистецтва.

## Фільмографія
Кінооператор:
- «Антон Іванович сердиться» (1941, консультант-оператор)
- «Я — Куба» (1964, 2-й оператор)
- «Любити…» (1968, оператор хроніки)

Оператор-постановник:
- «Джентльмен і півень» (1928)
- «Рубікон» (1930, у співавт.)
- «Ураган» (1931)
- «Слава світу» (1932)
- «Одруження Яна Кнукке» (1934)
- «Поручик Кіже» (1934)
- «Шлях корабля» (1935)
- «Діти капітана Гранта» (1936)
- «Великий громадянин» (1937–1939)
- «Музична історія» (1940)
- «Кіноконцерт 1941 року» (1941)
- «Непереможні» (1942)
- «Малахів курган» (1944)
- «Великий перелом» (1945)
- «Поїзд йде на схід» (1947)
- «Три зустрічі» (1948, у співавт.)
- «Підкорювачі вершин» (1952)
- «Карнавальна ніч» (1956)
- «Поєдинок» (1957)
- «Йшли солдати...» (1958)
- «В єдиному строю» (1959)
- «Вільний вітер» (1961)
- «49 днів» (1962)
- «На дві години раніше» (1967)
- «Найжаркіший місяць» (1974, у співавт.) та іін.

також українські кінокартини: 
- «Тарас Шевченко» (1951, у співавт. Державна премія СРСР, 1952)
- «300 років тому…» (1956)

Режисер-постановник:
- «Будиночок в дюнах» (1963, у співавт.)
- «Іраклій Андроніков розповідає» (1964)
- «Ні і так» (1965)
- «Крізь крижану імлу» (1965)
- «Прикордонна тиша» (1965)
- «Таємничий чернець» (1967)
- «Старий знайомий» (1969, у співавт.)
- «„SOS“ над тайгою» (1976, у співавт.) та ін.